# Flowers in the Attic (2014)
Flowers in the Attic is een Canadees-Amerikaanse televisiefilm van kabelnetwerk Lifetime uit 2014. Het verhaal is gebaseerd op het gelijknamige boek van Virginia C. Andrews uit 1979, dat al eerder werd verfilmd in 1987. Ook de volgende boeken in de reeks, Petals on the Wind, If There Be Thorns en Seeds of Yesterday, werden door Lifetime verfilmd. Flowers in the Attic werd geregisseerd door Deborah Chow met Kiernan Shipka, Mason Dye, Heather Graham en Ellen Burstyn in de hoofdrollen. De film werd op gemengde kritieken onthaald; met een score van 47% bij Rotten Tomatoes en 49% bij Metacritic.

## Verhaal
Zie Flowers in the Attic (boek) voor een synopsis van het verhaal. In tegenstelling tot de eerste verfilming uit 1987, blijft deze film veel getrouwer aan het boek waarop beide gebaseerd zijn.

## Rolverdeling
- Kiernan Shipka als Cathy Dollanganger, de oudste dochter.
- Mason Dye als Christopher Dollanganger jr., de oudste zoon.
- Ava Telek als Carrie Dollanganger, de jongste dochter.
- Maxwell Kovach als Cory Dollanganger, de jongste zoon.
- Heather Graham als Corrine Foxworth, de moeder.
- Ellen Burstyn als Olivia Foxworth, de grootmoeder.
- Dylan Bruce als Bart Winslow, de advocaat van de familie Foxworth.
- Chad Willett als Christopher Dollanganger sr., de vader.